# Ana Leza
Ana Arana Leza (Madrid; 1962) es una actriz española.

## Biografía
Actriz española y esposa de Antonio Banderas desde 27 de julio de 1987 hasta su divorcio en 1996. En el año 2000 volvió a casarse con el documentalista Dharma Villareal, con quien tiene dos hijos. 
Participó con papeles pequeños en películas como Mujeres al borde de un ataque de nervios o Philadelphia.  Es hija de la también actriz Concha Leza (María de la Concepción Leza Núñez).
- Datos: Q8198035